# Représentations diplomatiques du Kazakhstan

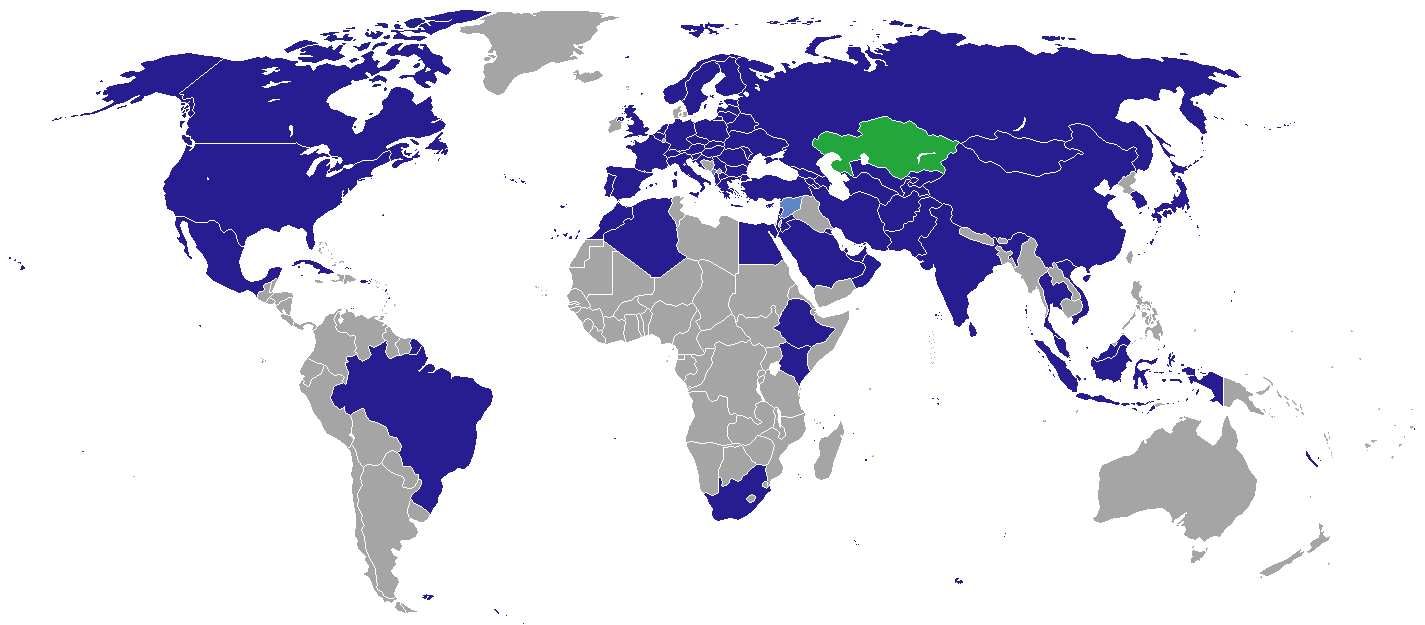
Représentations diplomatiques du Kazakhstan.

Ceci est une liste des représentations diplomatiques du Kazakhstan, à l'exclusion des consulats honoraires. 
Le Kazakhstan est un pays enclavé d'Asie centrale.

## Afrique
- Afrique du Sud
  - Pretoria (ambassade)
- Algérie
  - Alger (ambassade)
- Égypte
  - Le Caire (ambassade)
- Éthiopie
  - Addis-Abeba (ambassade)
- Kenya
  - Nairobi (ambassade)
- Maroc
  - Rabat (ambassade)

## Amérique
- Brésil
  - Brasilia (ambassade)
- Canada
  - Ottawa (ambassade (en))
  - Toronto (consulat)
- Cuba
  - La Havane (ambassade)[1]
- États-Unis
  - Washington (ambassade (en))
  - New York (consulat général)
  - San Francisco (consulat général)
- Mexique
  - Mexico (ambassade)

## Asie
- Afghanistan
  - Kaboul (ambassade)
- Arabie saoudite
  - Riyad (ambassade)
- Arménie
  - Erevan (ambassade)
- Azerbaïdjan
  - Bakou (ambassade)
- Bahreïn
  - Manama (consulat général)
- Chine
  - Pékin (ambassade)
  - Hong Kong (consulat général)
  - Shanghai (consulat général)
  - Ürümqi (bureau des visas)
- Corée du Sud
  - Séoul (ambassade)
- Émirats arabes unis
  - Abou Dabi (ambassade)
  - Dubaï (consulat général)
- Géorgie
  - Tbilissi (ambassade)
- Inde
  - New Delhi (ambassade)
- Indonésie
  - Jakarta (ambassade)
- Iran
  - Téhéran (ambassade)
  - Gorgan (consulat général)
  - Bandar Abbas (consulat)[2]
- Israël
  - Tel Aviv-Jaffa (ambassade)
- Japon
  - Tokyo (ambassade)
- Jordanie
  - Amman (ambassade)
- Kirghizistan
  - Bichkek (ambassade)
  - Och (consulat)
- Koweït
  - Koweït (ambassade)
- Liban
  - Beyrouth (ambassade)
- Malaisie
  - Kuala Lumpur (ambassade)
- Mongolie
  - Oulan-Bator (ambassade)
- Oman
  - Mascate (ambassade)
- Ouzbékistan
  - Tachkent (ambassade)
- Pakistan
  - Islamabad (ambassade)
- Qatar
  - Doha (ambassade)
- Singapour
  - Singapour (ambassade)
- Sri Lanka
  - Colombo (ambassade)
- Syrie
  - Damas (consulat général)[3]
- Tadjikistan
  - Douchanbé (ambassade)
  - Khodjent (consulat)[4]
- Thaïlande
  - Bangkok (ambassade)
  - Phuket (consulat)
- Turkménistan
  - Achgabat (ambassade)
  - Türkmenbaşy (consulat général)[5]
- Turquie
  - Ankara (ambassade)
  - Antalya (consulat)
  - Istanbul (consulat général)
- Viêt Nam
  - Hanoï (ambassade)

## Europe
- Albanie
  - Tirana (ambassade)
- Allemagne
  - Berlin (ambassade)
  - Bonn (bureau de l'ambassade)
  - Francfort (consulat général)
  - Munich (consulat)
- Autriche
  - Vienne (ambassade)
- Belgique
  - Bruxelles (ambassade)
- Biélorussie
  - Minsk (ambassade)
  - Brest (consulat)[6]
- Bulgarie
  - Sofia (ambassade)
- Chypre
  - Nicosia (ambassade)
- Croatie
  - Zagreb (ambassade)
- Espagne
  - Madrid (ambassade)
  - Barcelone (consulat)
- Estonie
  - Tallinn (ambassade)
- Finlande
  - Helsinki (ambassade)
- France
  - Paris (ambassade)
  - Strasbourg (consulat général)[7]
- Grèce
  - Athènes (ambassade)
- Hongrie
  - Budapest (ambassade)
- Italie
  - Rome (ambassade)
- Lettonie
  - Riga (ambassade)
- Lituanie
  - Vilnius (ambassade)
- Macédoine du Nord
  - Skopje (ambassade)
- Moldavie
  - Chișinău (ambassade)[8]
- Norvège
  - Oslo (ambassade)
- Pays-Bas
  - La Haye (ambassade)
- Pologne
  - Varsovie (ambassade)
- Portugal
  - Lisbonne (ambassade)
- République tchèque
  - Prague (ambassade)
- Roumanie
  - Bucarest (ambassade)
- Royaume-Uni
  - Londres (ambassade (en))
- Russie
  - Moscou (ambassade)
  - Astrakhan (consulat général)
  - Iekaterinbourg (consulat général)
  - Kazan (consulat général)
  - Omsk (consulat général)
  - Saint-Pétersbourg (consulat général)
- Serbie
  - Belgrade (ambassade)
- Slovaquie
  - Bratislava (ambassade)
- Slovénie
  - Ljubljana (ambassade)
- Suède
  - Stockholm (ambassade)
- Suisse
  - Berne (ambassade)
- Ukraine
  - Kiev (ambassade)
- Vatican
  - Rome (ambassade)[note 1]

## Organisations internationales
- Genève (mission permanente auprès de l'Organisation des Nations unies et d'autres organisations internationales)
- New York (mission permanente auprès des Nations unies)
- Paris (mission permanente auprès de l'UNESCO)

## Galerie

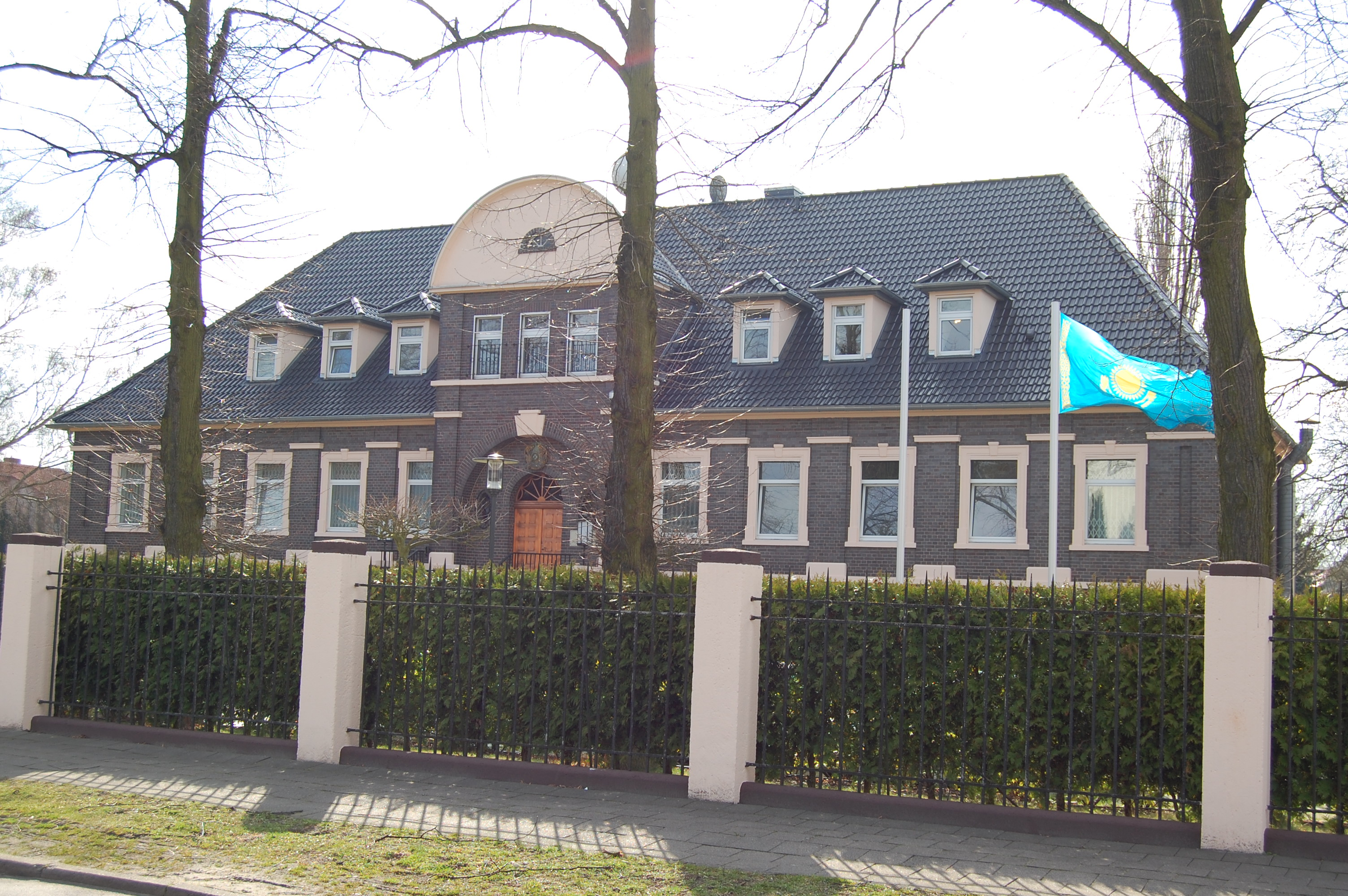
Ambassade à Berlin.
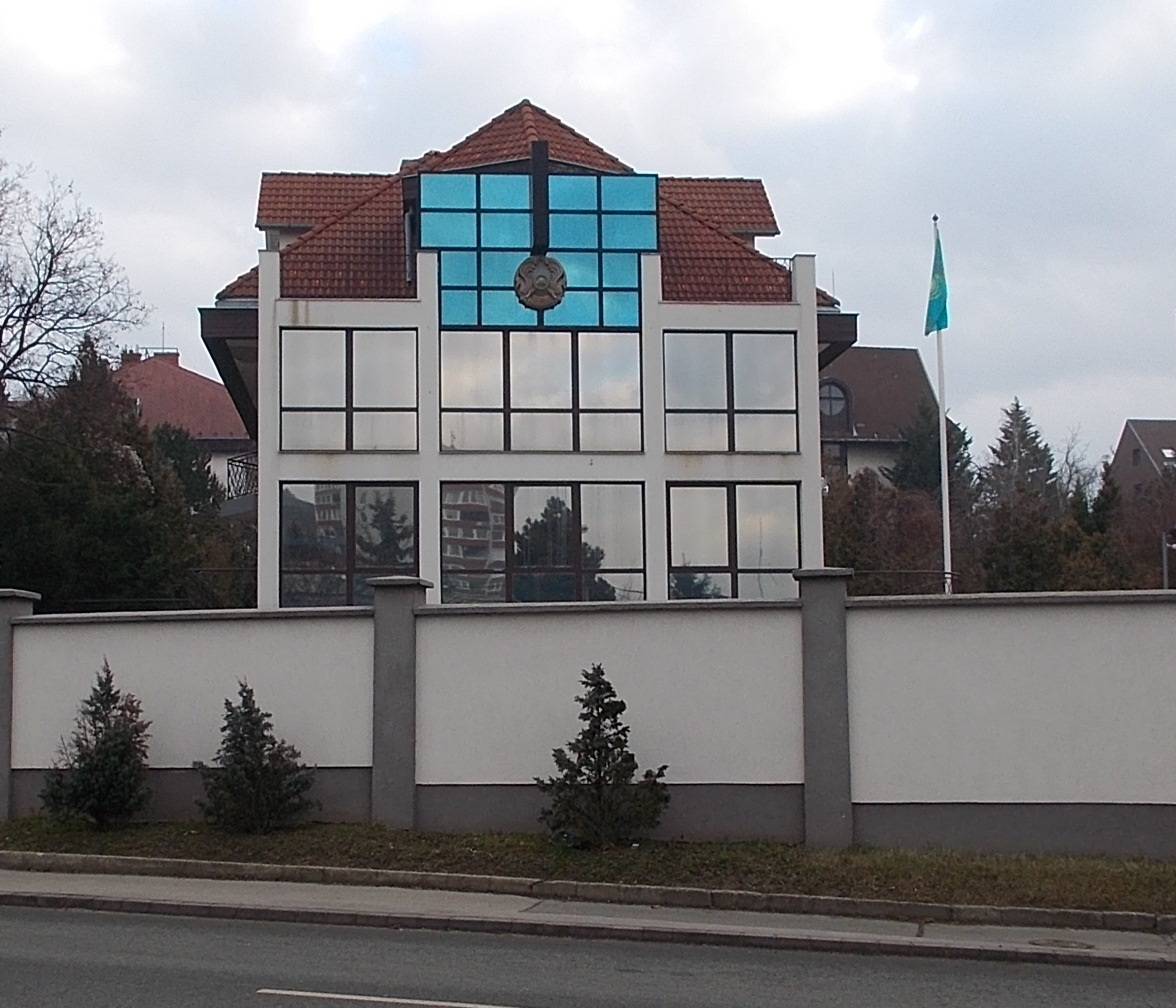
Ambassade à Budapest.
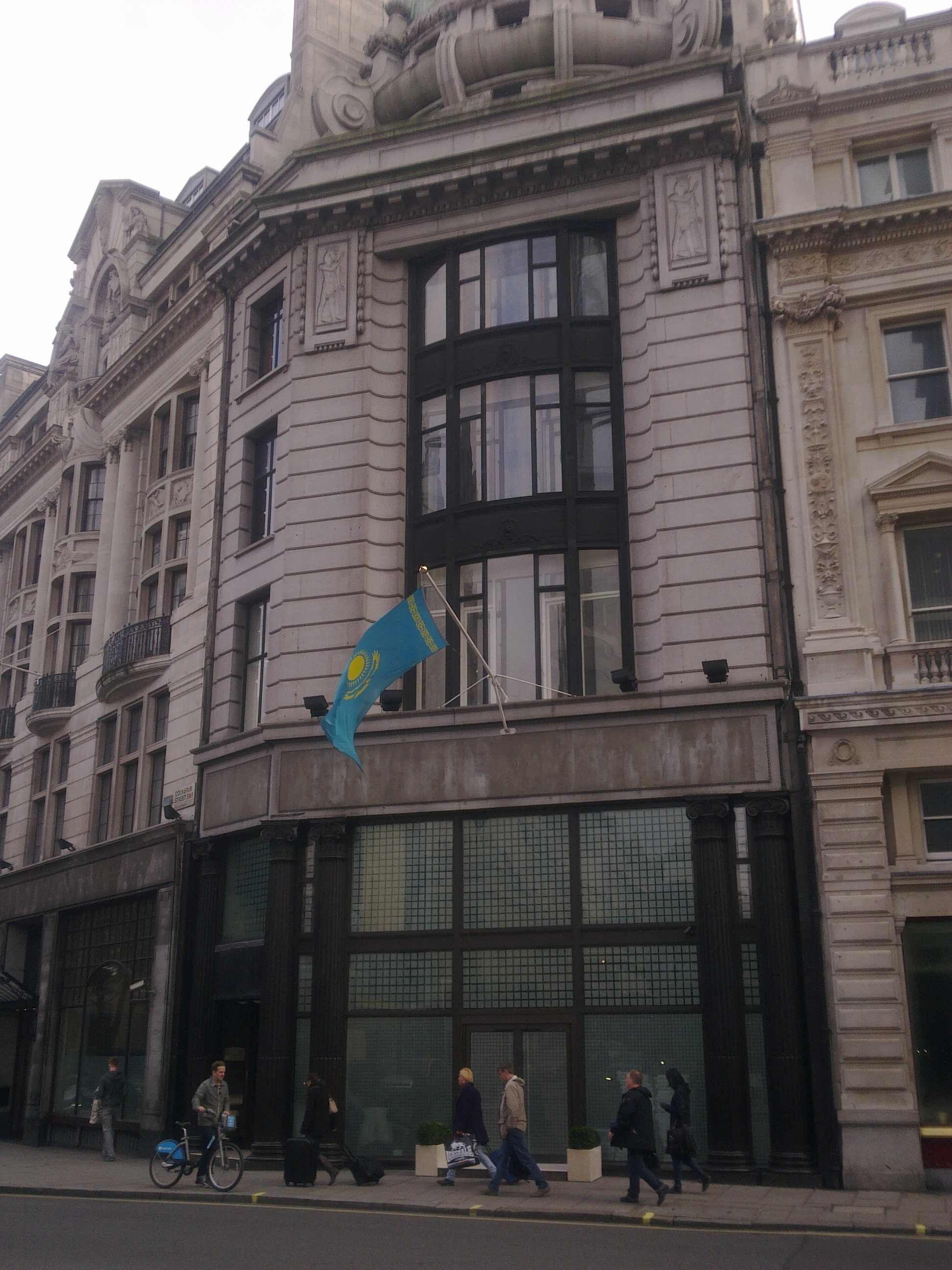
Ambassade à Londres.
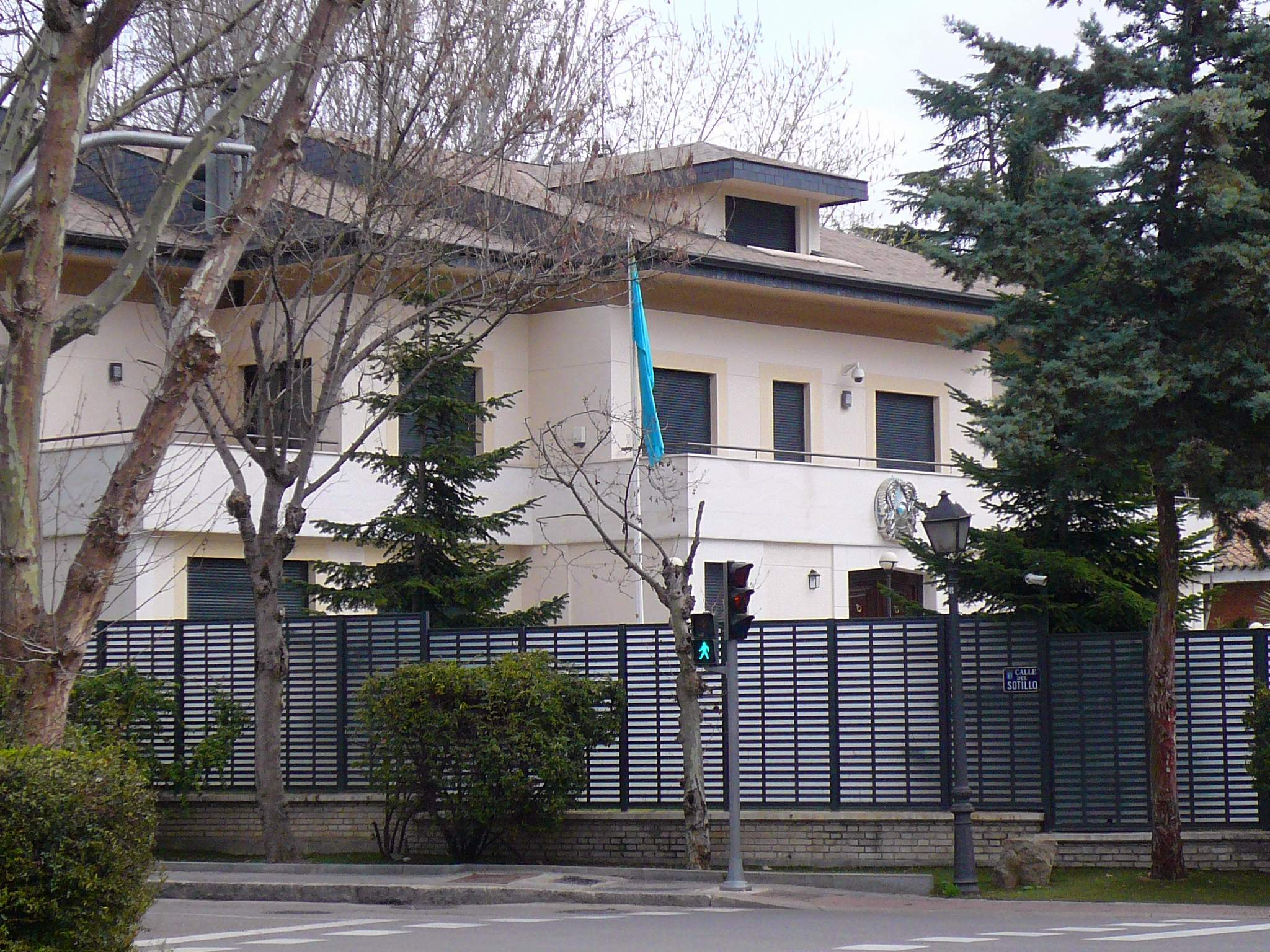
Ambassade à Madrid.
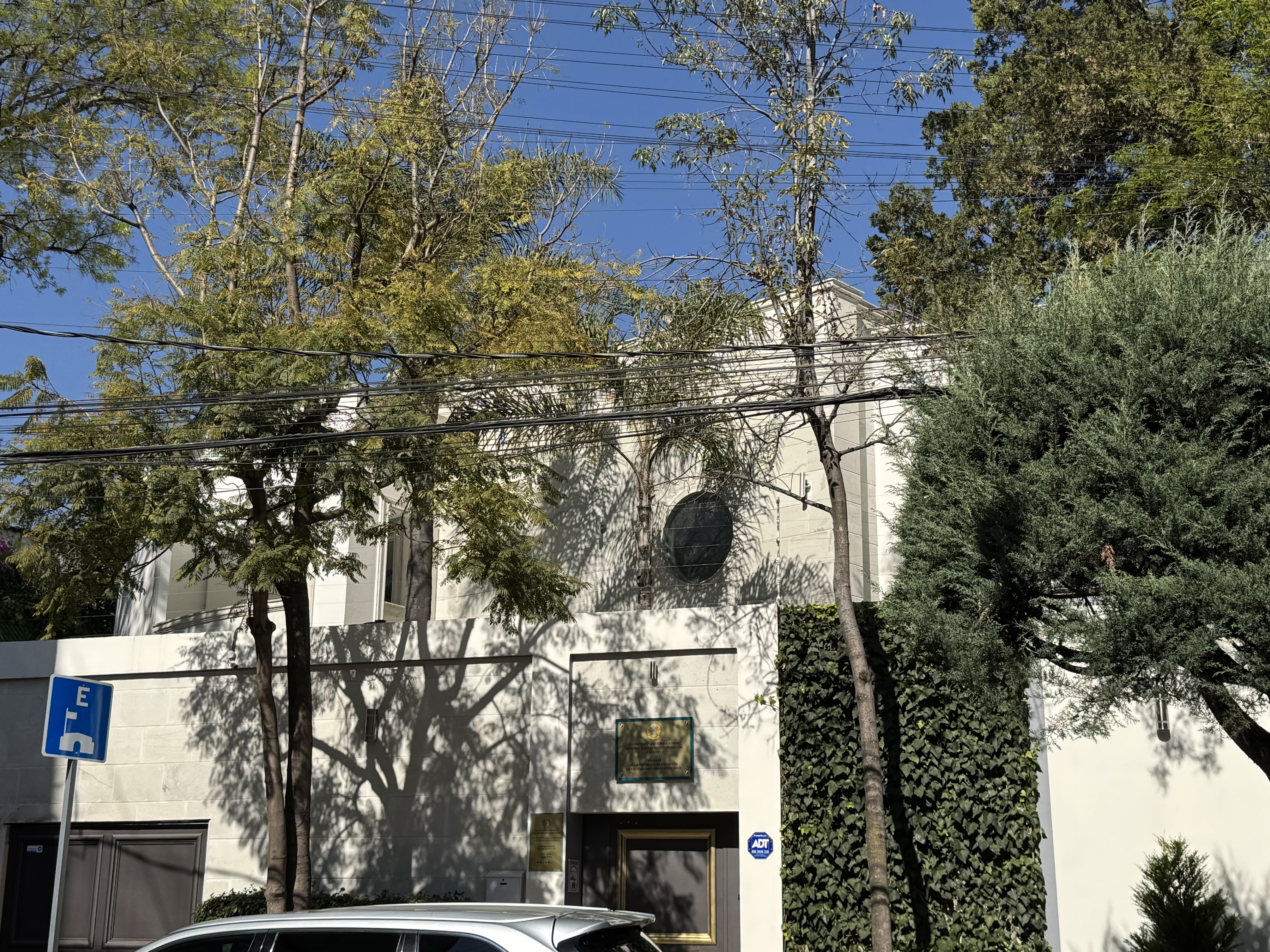
Ambassade à Mexico.
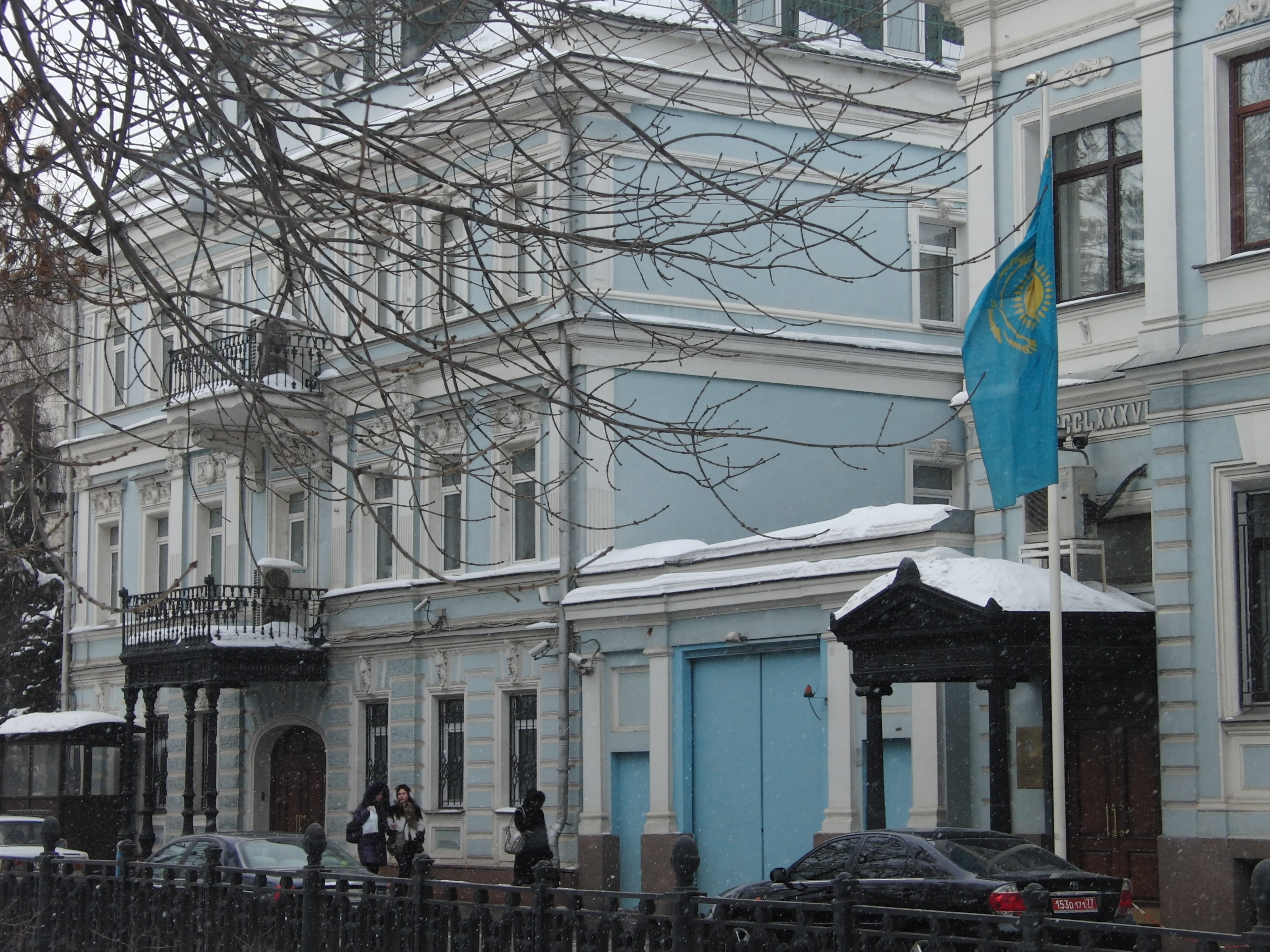
Ambassade à Moscou.
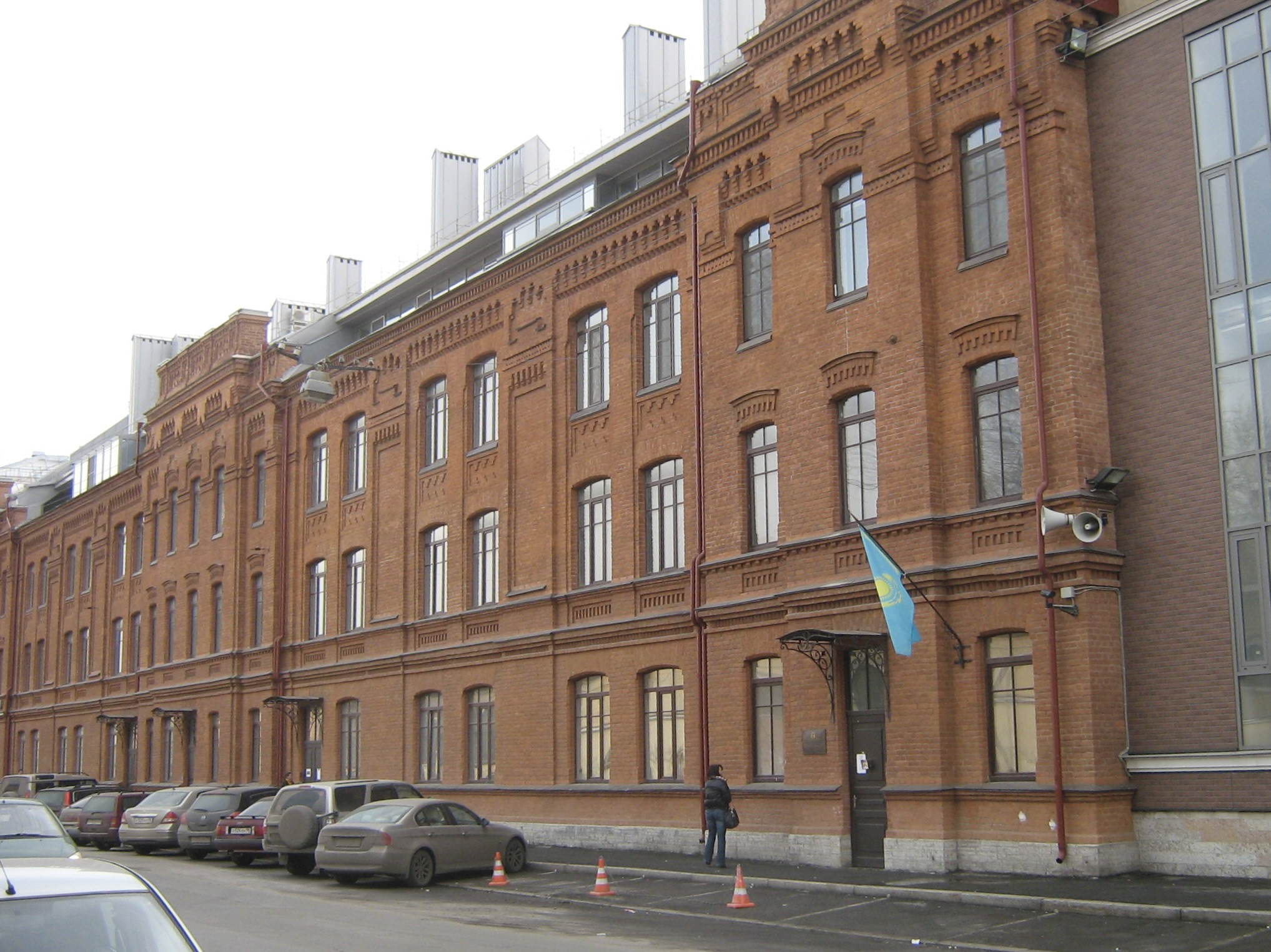
Consulat général à Saint-Pétersbourg.
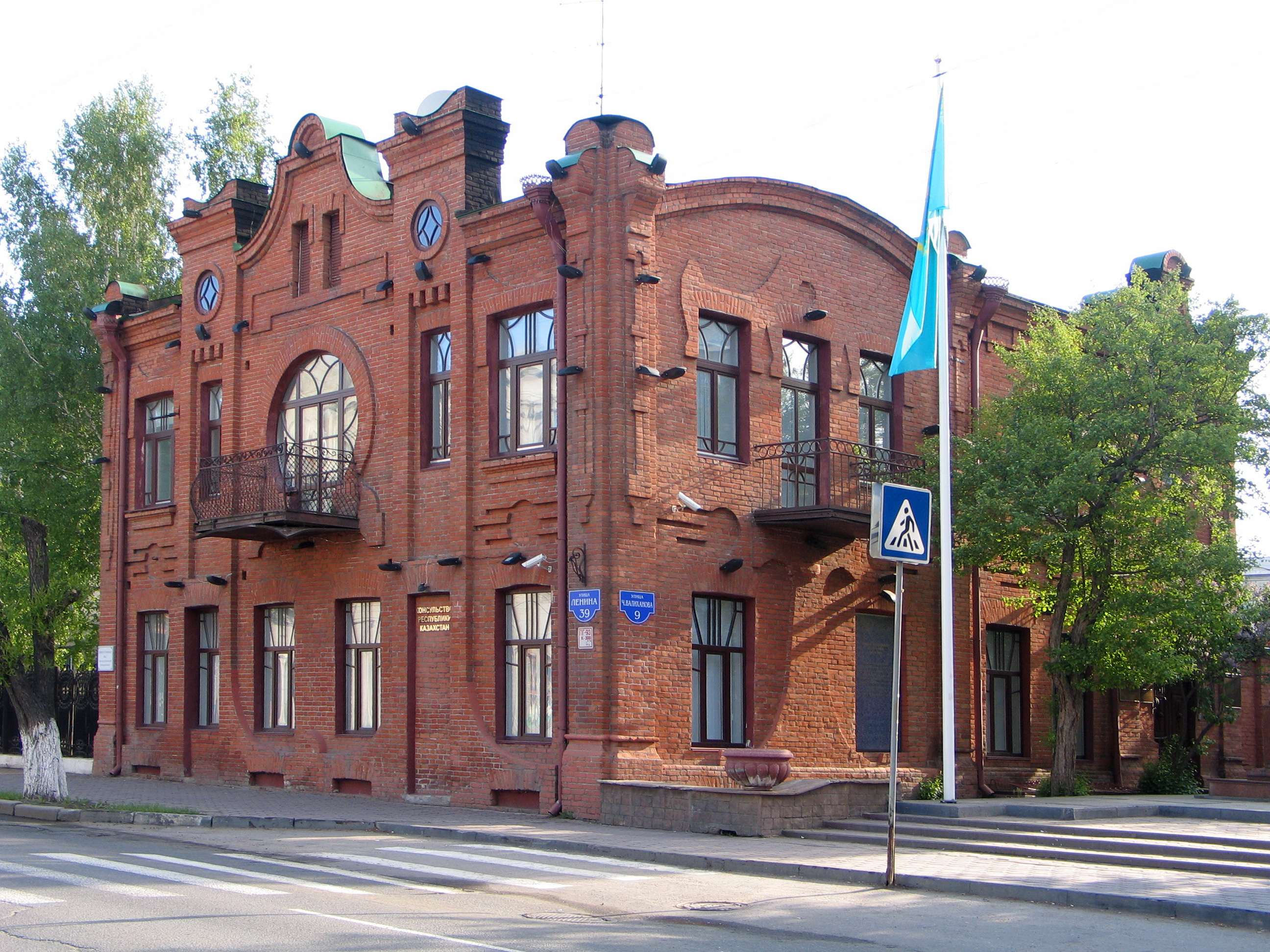
Consulate à Omsk.
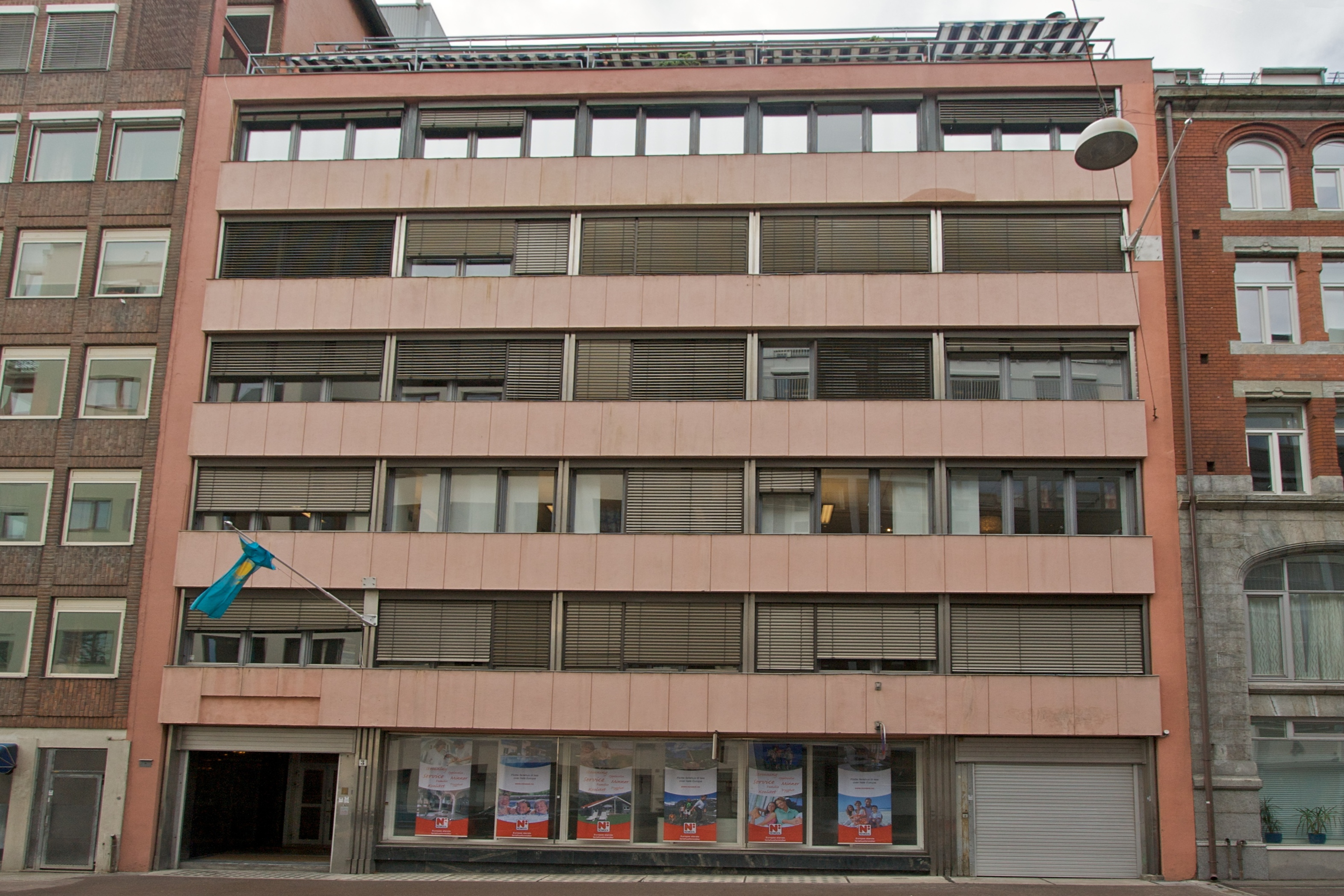
Ambassade à Oslo.
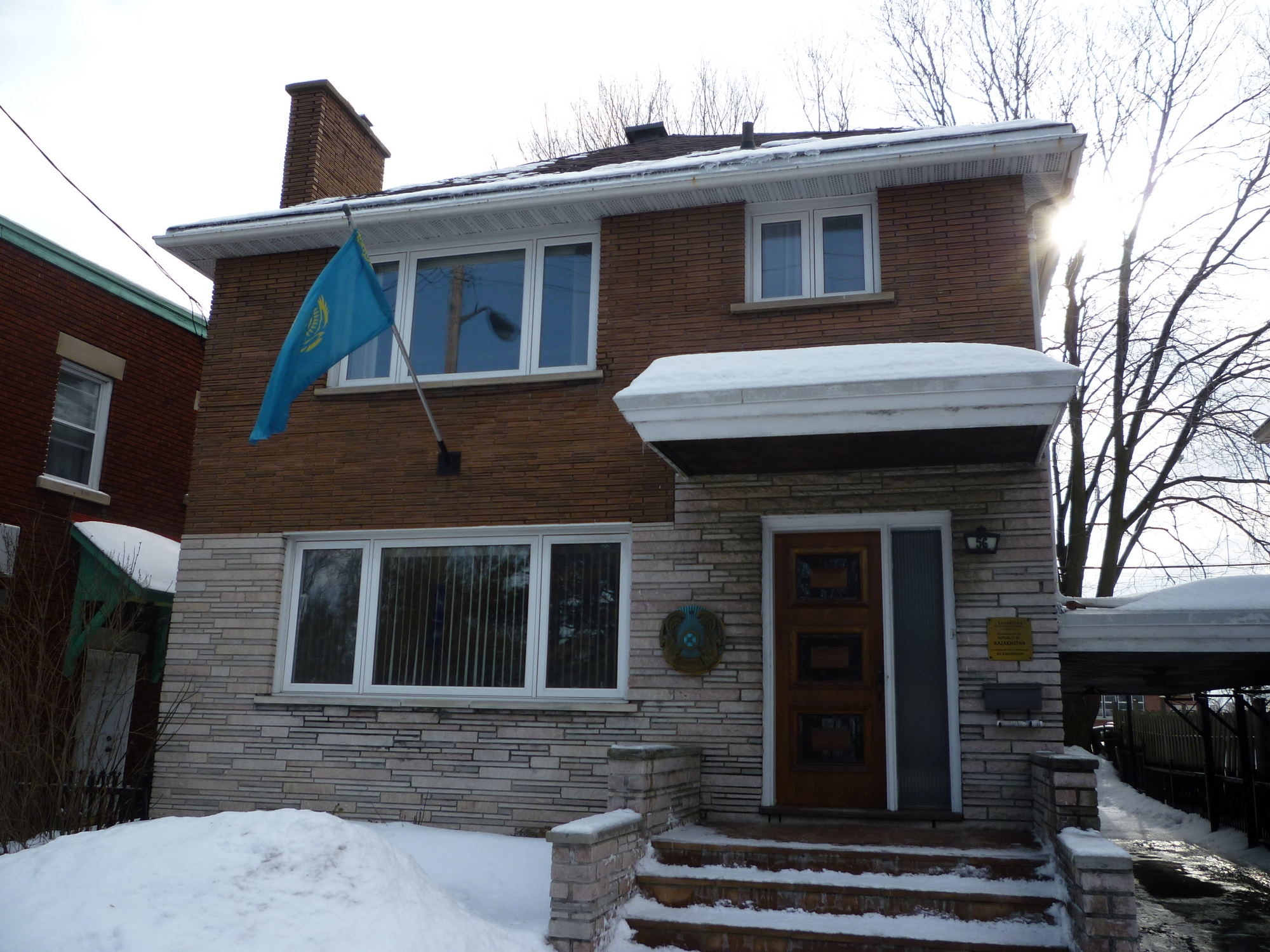
Ambassade à Ottawa.
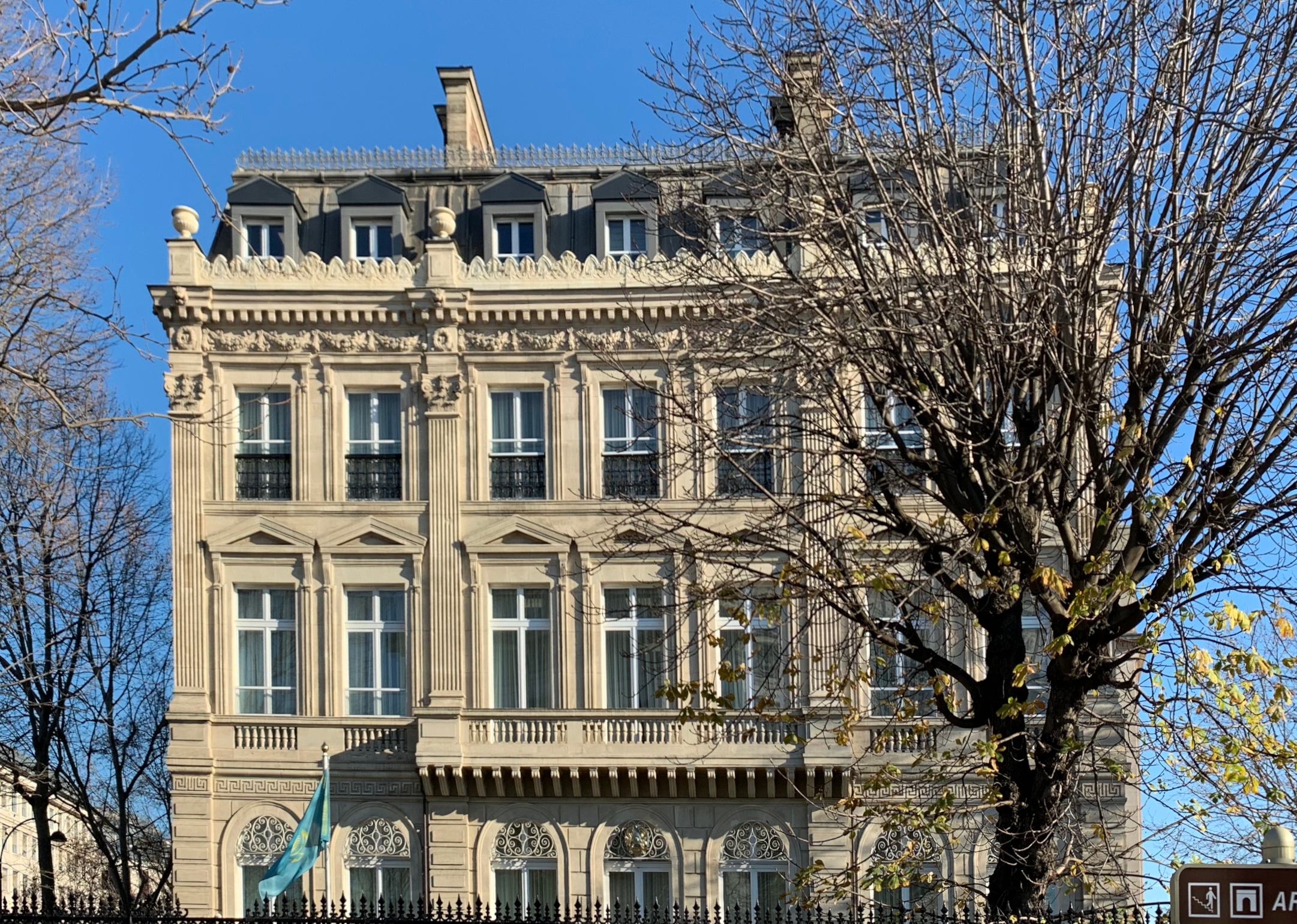
Ambassade à Paris.
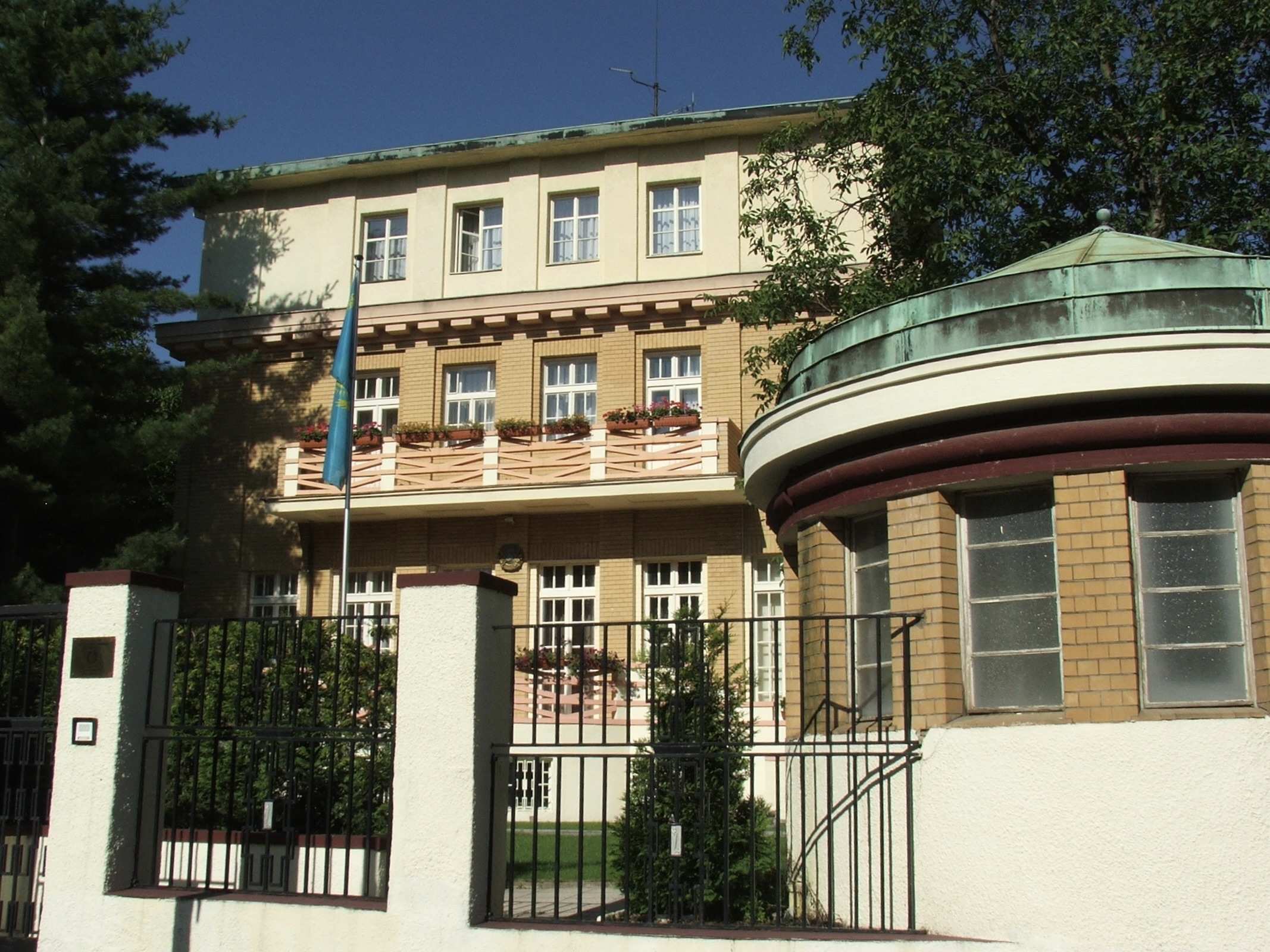
Ambassade à Prague.
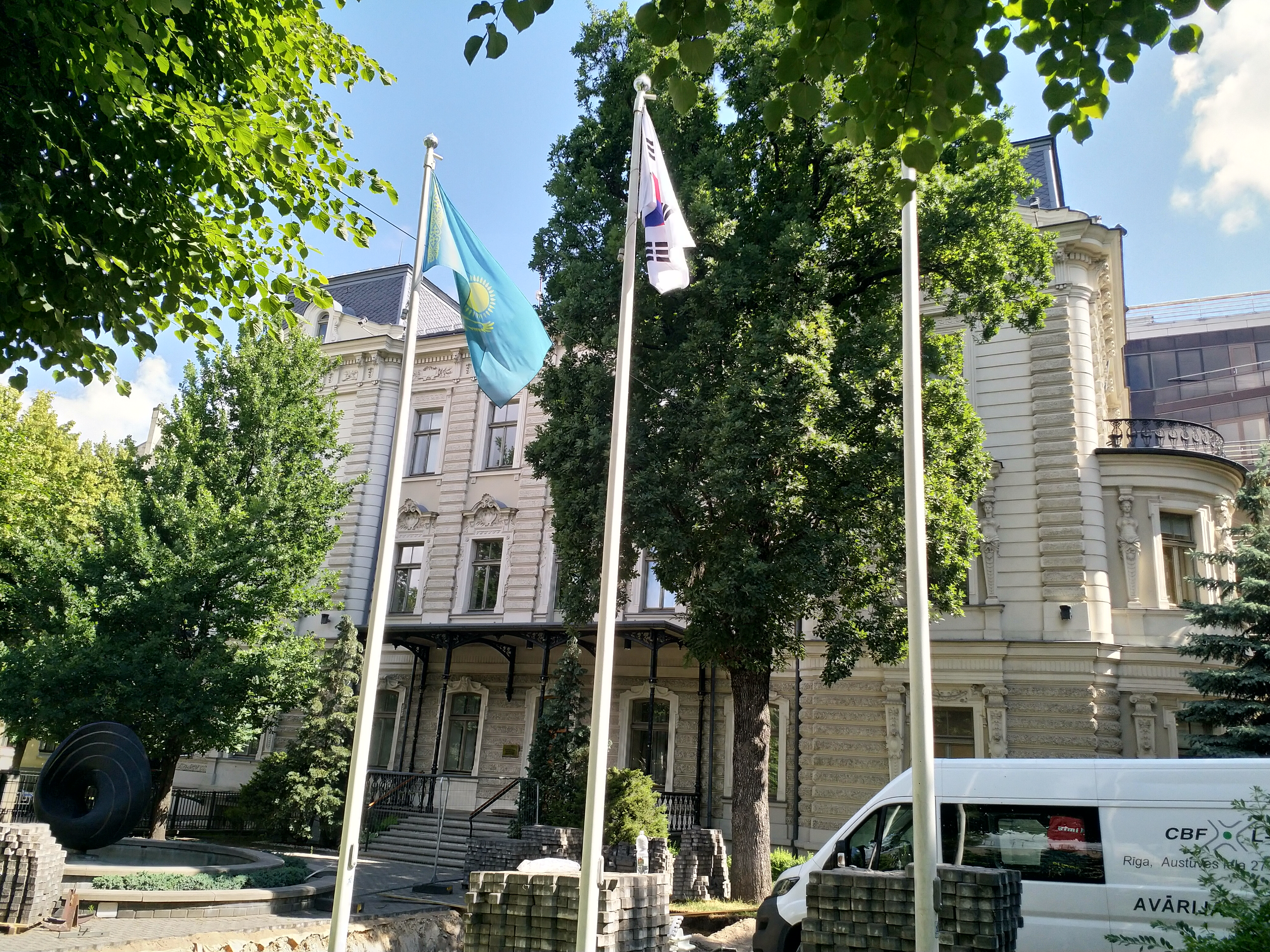
Ambassade à Riga.
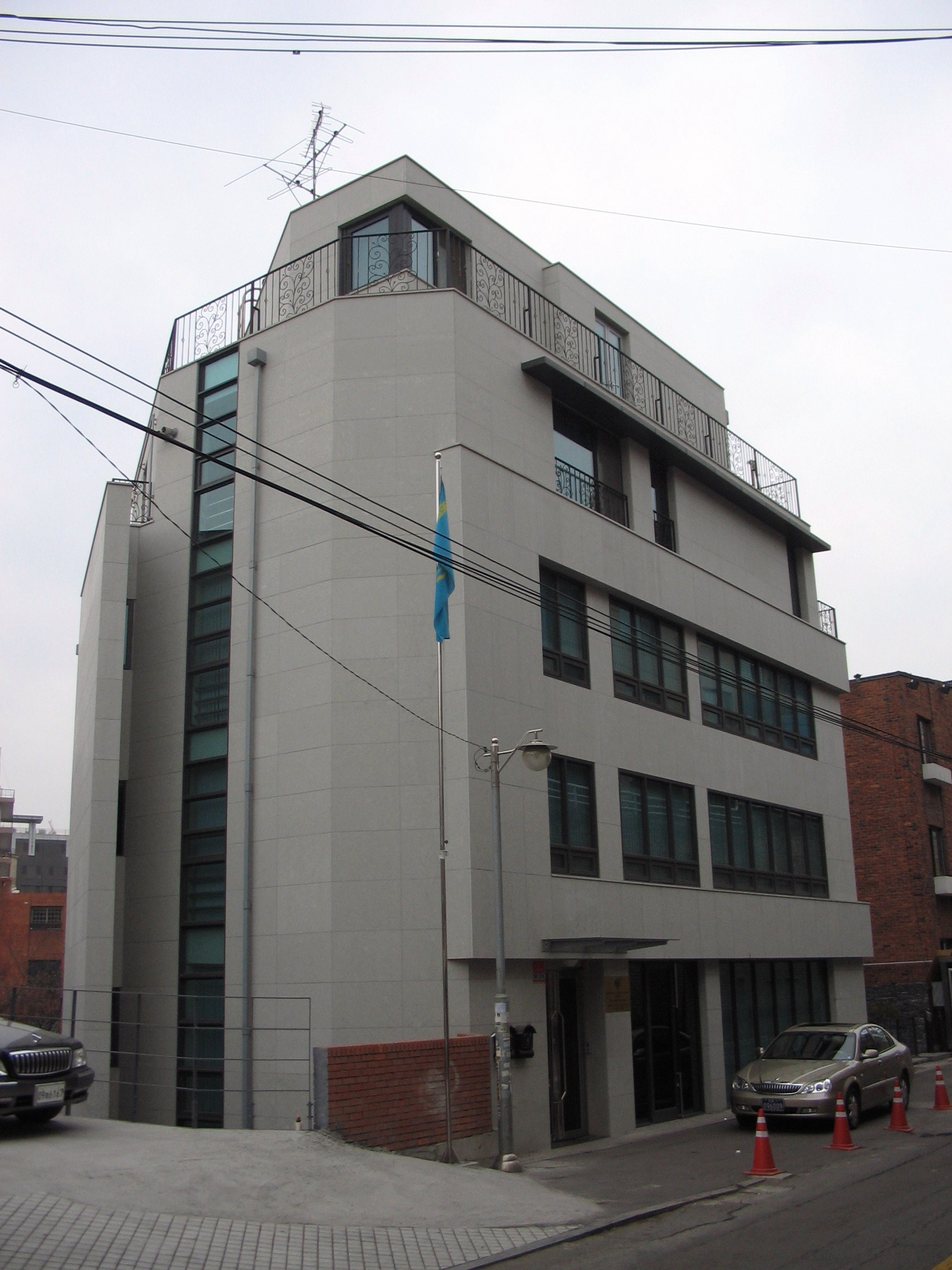
Ambassade à Séoul.
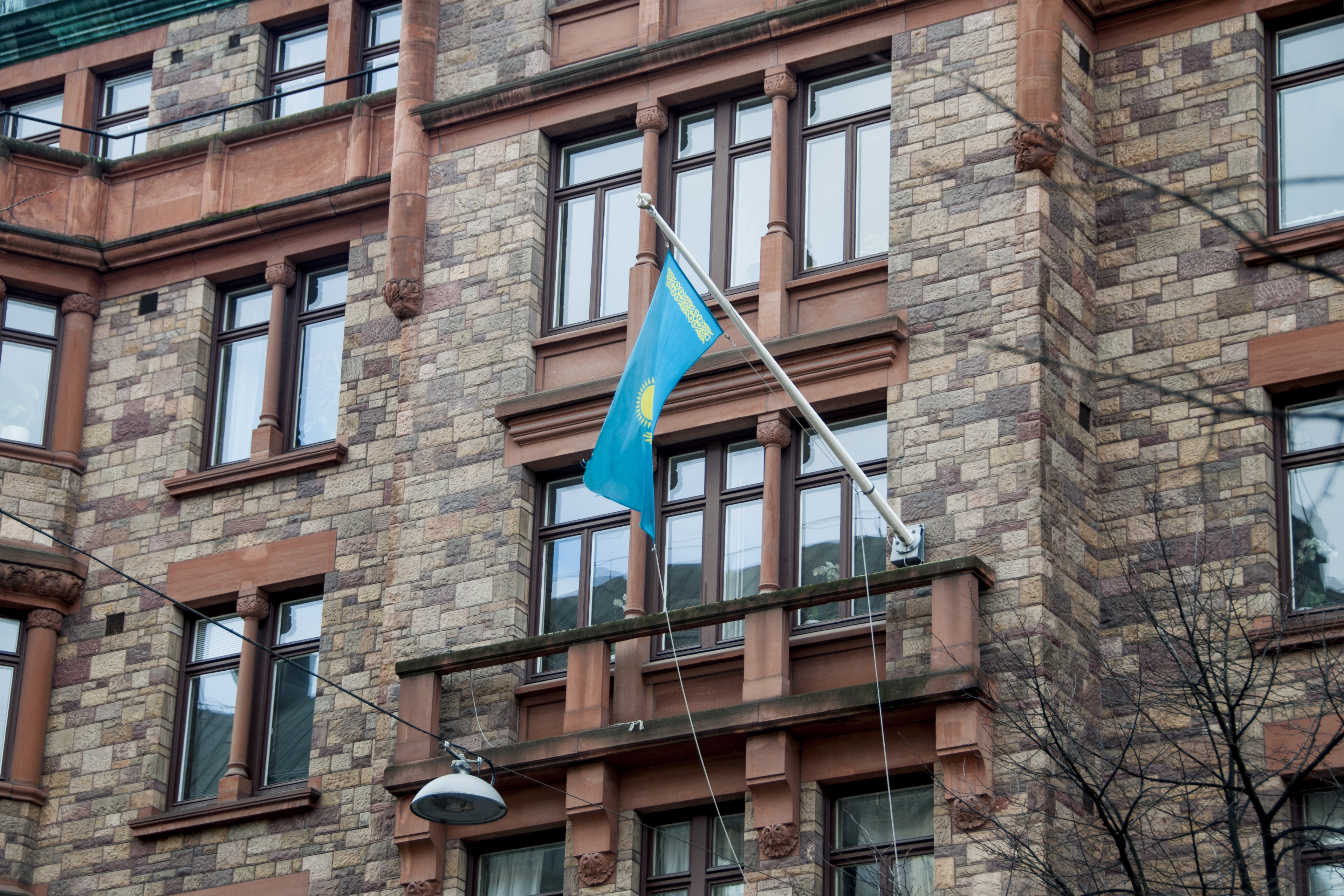
Ambassade à Stockholm.
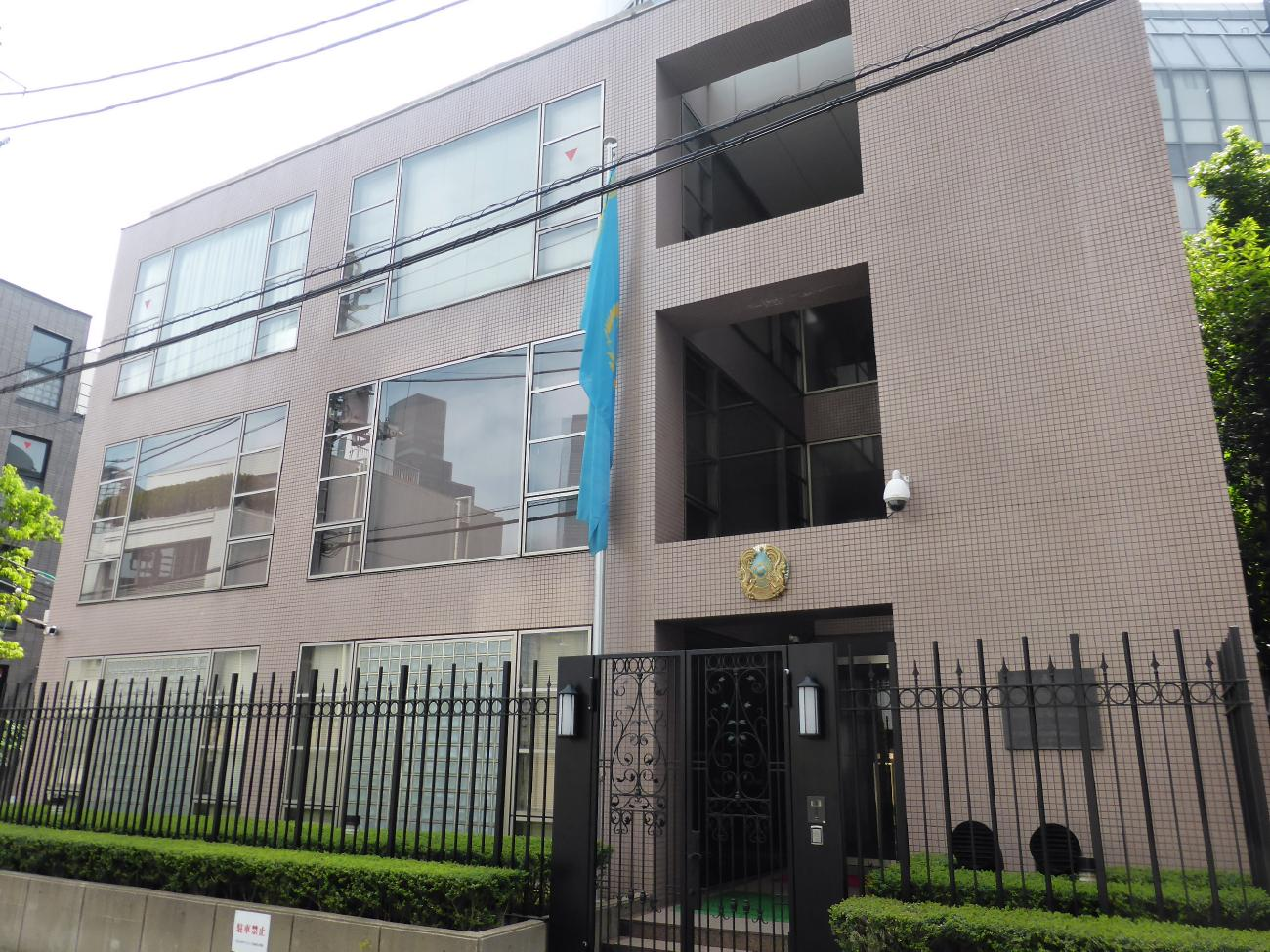
Ambassade à Tokyo.
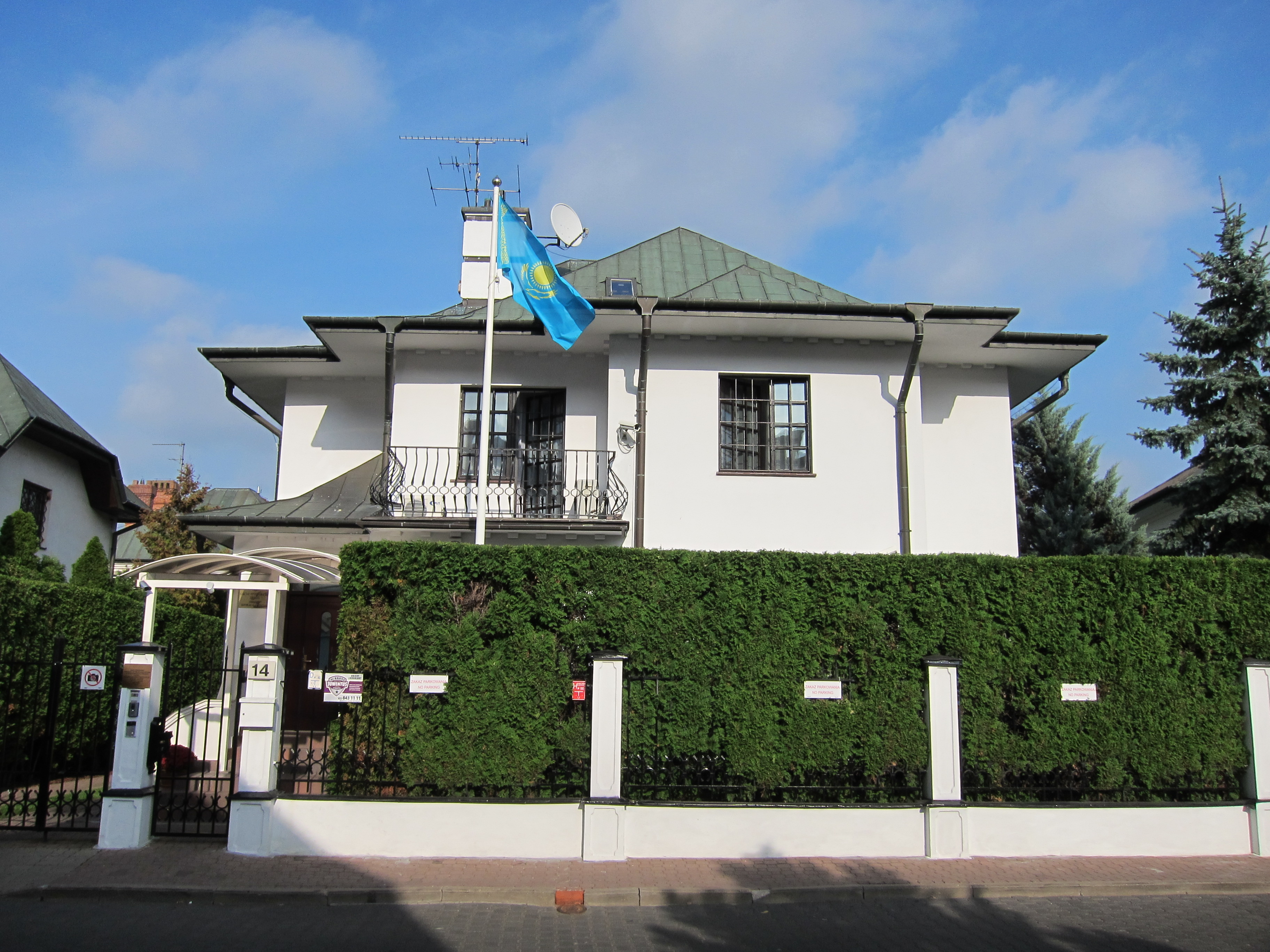
Ambassade à Varsovie.
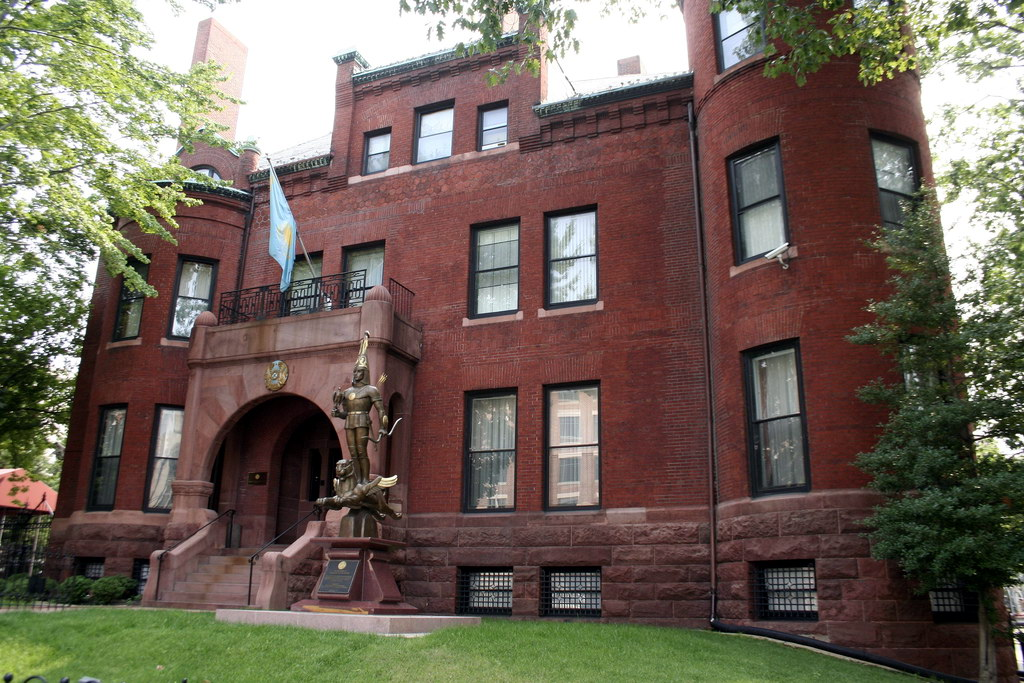
Ambassade à Washington.
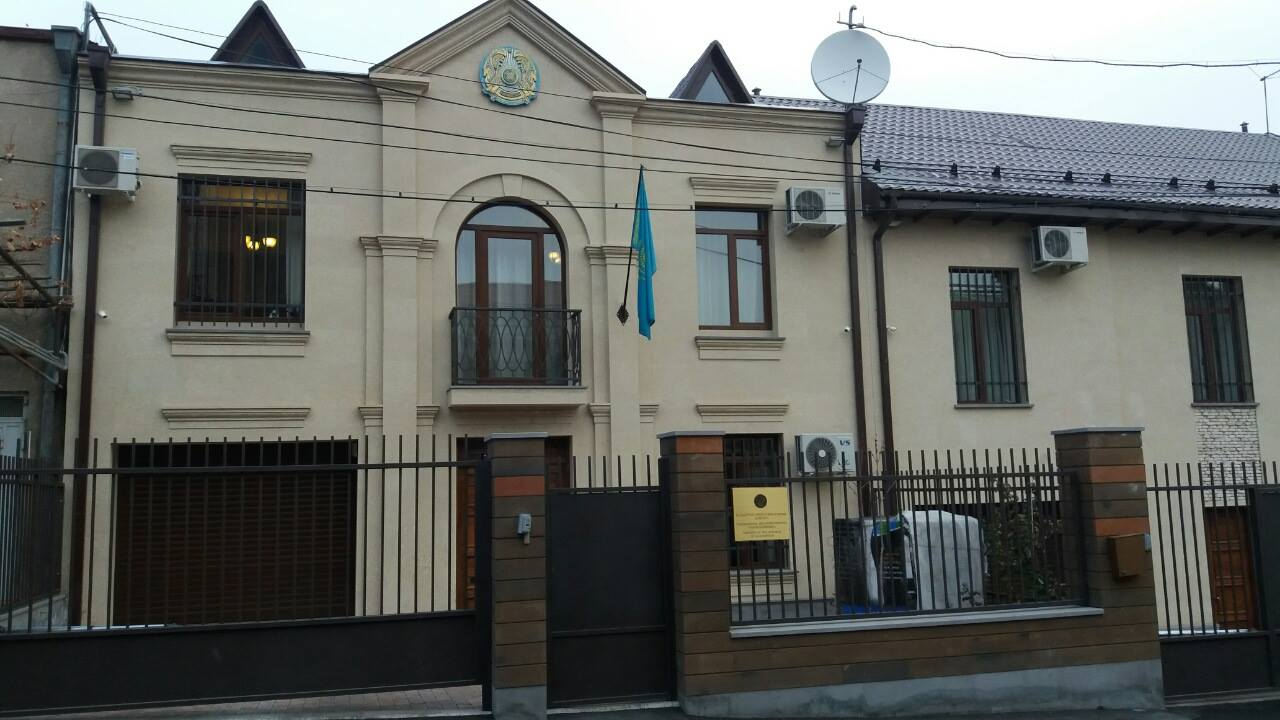
Ambassade à Erevan.

## Futures représentations
- Irlande
  - Dublin (ambassade)